# Carol Beach York
Carol Beach York (* 21. Januar 1928 in Chicago, Illinois; † 26. April 2013) war eine US-amerikanische Autorin von Kinder- und Jugendliteratur.

## Leben
York wurde in Chicago geboren und wuchs dort auf. Schon mit sieben Jahren verfasste sie erste Geschichten. Mitte 20 verkaufte sie ihre erste Geschichte an das Magazin Seventeen.
Carol Beach York veröffentlichte über 50 Bücher. Sie schrieb sowohl Kinderbücher als auch Literatur für Erwachsene, die meisten Bücher richteten sich jedoch an Jugendliche und junge Erwachsene. Keines ihrer Bücher ist bisher auf Deutsch erschienen (Stand: 2019).
Ihr Buch „Good Charlotte“ inspirierte die Band Good Charlotte bei deren Namensgebung.

## Werke (Auswahl)
- Good Charlotte: The Girls of the Good Day Orphanage. Scholastic, 1994, ISBN 0-590-40845-3.
- Remember Me When I’m Dead. E-Rights/E-Reads Ltd, 2002, ISBN 978-0-7592-3744-5.
- Takers and Returners. E-Rights/E-Reads Ltd, 2003, ISBN 0-7592-4220-8.
- I Will Make You Disappear. Dutton Childrens Books, 1974, ISBN 0-8407-6410-3.